# 吴斯
吴斯（?—），女，一级导演，现任安徽广播电视台纪录片项目总导演、制片人。

## 生平
1992年毕业于安徽师范大学音乐系，被分配至安徽电视台文体部做导演，参与创办《今晚我们相会》、《超级大赢家》等中国第一批综艺娱乐栏目。2007年，调到安徽电视台社教海外中心，专职做纪录片。现为安徽广播电视台首席导演，纪录片中心（海外中心）第三工作室主任，纪录片项目总导演、制片人。

## 作品

### 纪录片
- 《1942，轰炸东京之后……》（1994年）
- 《严凤英》（2008年）
- 《追寻》（2012年）
- 《难忘蘑菇云——记两弹元勋邓稼先》，获中国广播电视新闻奖一等奖、中国电视金鹰奖优秀作品奖
- 《中国文房四宝》（2016年），获2016年“金熊猫”国际纪录片最佳系列片奖[3]
- 《八月桂花遍地开》（2021年）

### 电视晚会
- 1999年安徽卫视春晚
- 2002年安徽卫视春晚
- 《虎跃江淮——2010安徽卫视春节联欢晚会》
- 《江淮情中国心——安徽省庆祝新中国成立70周年文艺晚会》